# Sandalor
Sandalor je organická sloučenina patřící mezi alkoholy. Voní podobně jako santalové dřevo, i když se v něm samotném nevyskytuje. Využívá se v parfémech, změkčovadlech a prostředcích na čištění kůže.
Sandalor funguje jako agonista kožního čichového receptoru OR2AT4. Při dlouhodobém působení příznivě ovlivňuje množení a migraci buněk, a urychluje tudíž hojení ran.
Receptor OR2AT4 nacházíme také v nejsvrchnější vrstvě vlasových cibulek. Působení sandaloru stimuluje růst vlasů snižováním kontrolované buněčné smrti (apoptózy) a zvyšováním produkce příslušného růstového faktoru. Přírodní olej ze santalového dřeva tento účinek nemá.